# Trigonelline
La trigonelline est un alcaloïde de formule chimique C7H7NO2. C'est un zwitterion formé par l'addition d'un groupe méthyle à l'atome d'azote de la niacine. La trigonelline est un produit du métabolisme de la niacine (vitamine B3) qui est excrété dans l'urine.
La trigonelline se trouve dans de nombreuses plantes. Elle a été d'abord isolée à partir de graines de fenugrec (Trigonella foenum-graecum, d'où son nom), mais également de café, de pois, de graines de chanvre, d'avoine, de tubercules de pomme de terre, de diverses autres espèces, Stachys, dahlia, Strophanthus et Dichapetalum cymosum. Holtz, Kutscher and Theilmann ont constaté sa présence chez nombre d'animaux.
Très présente dans les grains de café vert, la torréfaction en détruit beaucoup mais la saveur amère de la boisson de café est due principalement à la trigonelline.